# 德克尔·奥蒂洛
德克尔·奥蒂洛（匈牙利語：Decker Attila，1987年8月25日—），匈牙利男子水球运动员。他曾代表匈牙利国家队参加2016年夏季奥林匹克运动会水球比赛，获得第五名。

## 家庭
哥哥德克尔·亚当。